# Крячки (Киевская область)
Крячки́ (укр. Крячки́) — село, входит в Васильковский район Киевской области Украины.
Население по переписи 2001 года составляло 60 человек. Почтовый индекс — 08606. Телефонный код — 4571. Занимает площадь 0,463 км². Код КОАТУУ — 3221487004.
На 2 км севернее села расположен военный аэродром «Васильков». В июне 2015 возле села произошёл пожар на нефтебазе.

## Местный совет
Село Крячки входит в состав Путровского сельского совета.
Адрес сельского совета: 08625, Киевская обл., Васильковский район, село Путровка, улица Ленина, дом 119; тел. 5-46-70.